# 川里町
川里町（かわさとまち）は、埼玉県北東部の北埼玉郡に所属していた町。2005年10月1日に隣接する鴻巣市に編入された。

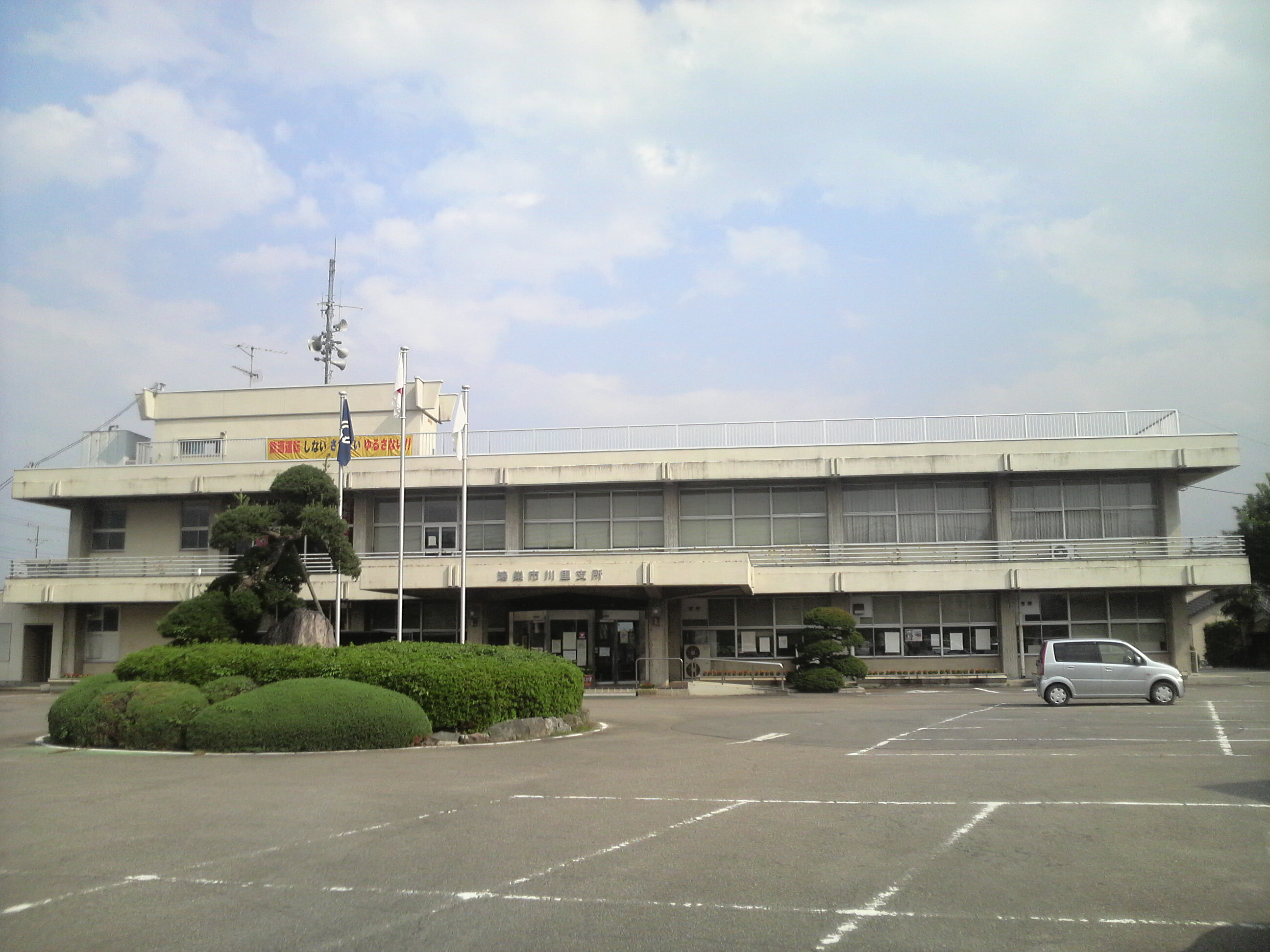
旧川里町役場庁舎（現鴻巣市役所川里支所）

## 地理

### 河川
- 元荒川
- 野通川
- 星川（見沼代用水）

### 湖沼
- 屈巣沼

### 隣接していた自治体
- 行田市
- 鴻巣市
- 北埼玉郡騎西町

## 歴史
- 1869年（明治2年）1月28日 (旧暦) - 武蔵知県事・宮原忠治の管轄区域をもって大宮県が発足（県庁は日本橋馬喰町）。ほか町域では岩槻県・忍県に属した村もあり。
- 1869年（明治2年）9月29日 (旧暦) - 県庁が浦和に移転し、大宮県から浦和県に改称。
- 1871年（明治4年）11月14日 (旧暦) - 浦和県・忍県・岩槻県の3県が合併して埼玉県が誕生。
- 1873年（明治6年） - 学校が開校する。
- 1889年（明治22年） - 前身自治体である北埼玉郡広田村（広田村・北根村・赤城村）・屈巣村・共和村（関新田村・新井村・境村・上会下村）が明治の大合併により成立する。
- 1902年（明治35年） - 耕地整理が開始される。
- 1910年（明治43年） - 利根川の氾濫により関東大水害が発生する。
- 1916年（大正5年） - 鴻巣・真名板間の乗り合い馬車の運行が開始される。
- 1919年（大正8年） - 広田郵便局に電話が配置される。
- 1920年（大正9年） - 屈巣の県道沿いの住宅において電燈が点く。
- 1928年（昭和3年） - 鴻巣・羽生間において乗合バスが開通する。
- 1939年（昭和14年） - 町域の3分の1に相当する住宅においてラジオが普及する。
- 1954年（昭和29年）3月31日 - 北埼玉郡広田村・屈巣村・共和村が合併し、川里村となる。
- 1955年（昭和30年） - 人口が8172人を数える。
- 1956年（昭和31年） - 共和近くに水道が導入される。
- 1957年（昭和32年） - 有線放送が開始される。
- 1960年（昭和35年） - 川里村立川里中学校が開校する。同年、テレビが普及し始める。
- 1962年（昭和37年） - バス路線が開通する。
- 1966年（昭和41年） - 小学校にプールが設置される。
- 1974年（昭和49年） - 学校給食が開始される。
- 1975年（昭和50年） - 人口が7142人を数える。
- 1976年（昭和51年） - 屈巣沼の掘り上げ田がゴルフ場として開発される。
- 1978年（昭和53年） - 川里村浄水場が設置される。
- 1980年（昭和55年） - 消防分署が設置される。
- 1983年（昭和58年） - 農業研修センターが開設される。
- 1990年（平成2年） - 川里工業団地が竣工する。
- 1992年（平成4年） - 人口が7939人を数える。
- 2001年（平成13年）5月1日 - 町制施行により、川里町となる。
- 2005年（平成17年）10月1日 - 北足立郡吹上町とともに鴻巣市に編入される。

## 行政

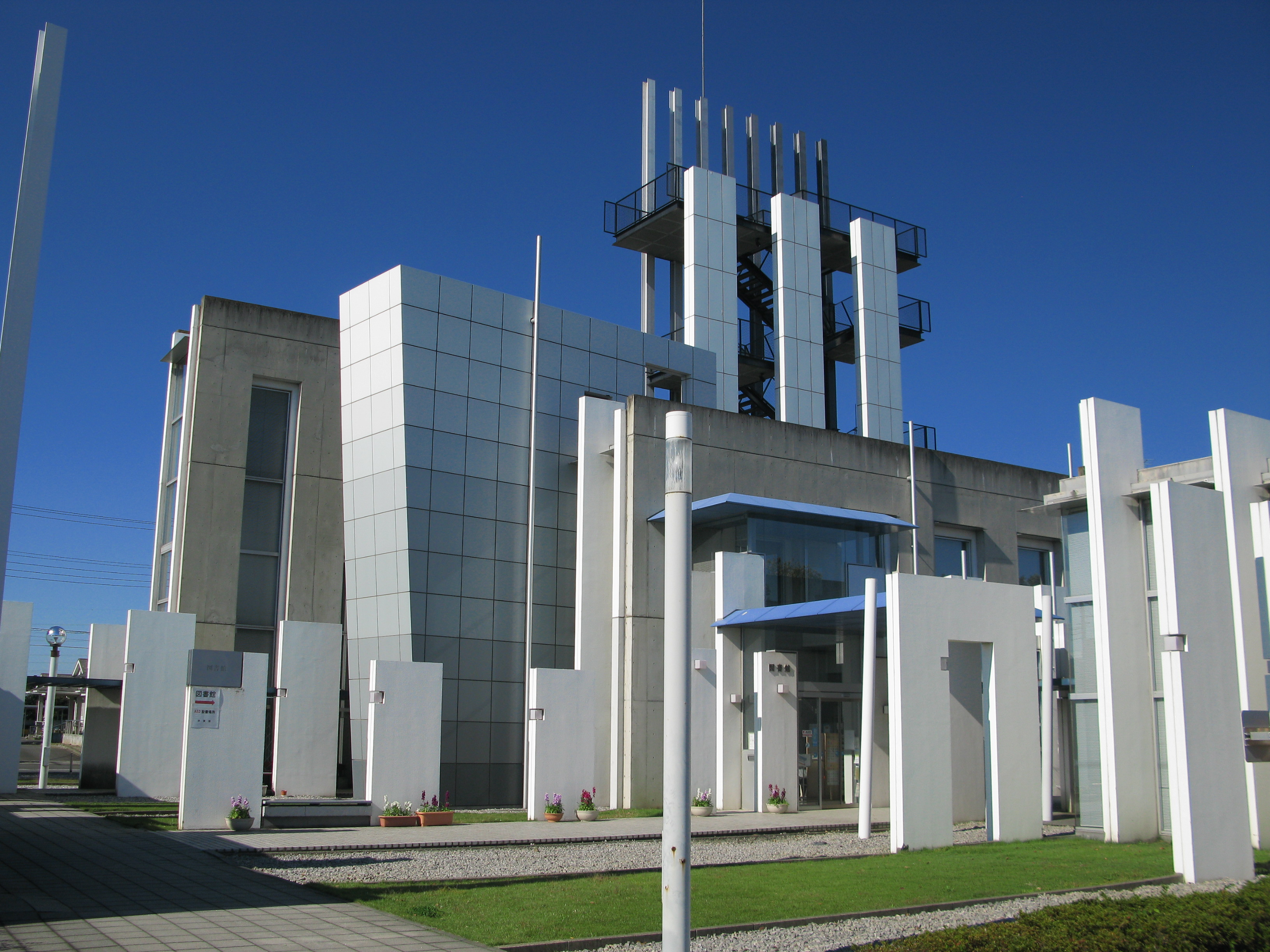
川里図書館（2012年10月）

- 川里町立図書館

## 地域

### 地名
- 広田地区
  - 広田（ひろだ）
  - 赤城（あかぎ）
  - 北根（きたね）
- 屈巣地区
  - 屈巣（くす）
- 共和地区
  - 新井（あらい）
  - 境（さかい）
  - 上会下（かみえげ）
  - 関新田（せきしんでん）

### 教育

#### 保育園
- 川里町立ひまわり保育園

#### 小学校
- 川里町立共和小学校
- 川里町立広田小学校
- 川里町立屈巣小学校

町内の小学校は、どれも1学年1クラス（約20 - 30人程度）となっており、周辺地域では比較的少なめの人数である。

#### 中学校
- 川里町立川里中学校

## 交通

### 鉄道
- 町内に駅はなし。
- 町民は町から少し離れている鴻巣駅、北鴻巣駅、加須駅を利用していた。

### バス
- 鴻巣市（旧川里町）広域循環バス「フラワー号」（2002年運行開始）
- 川里町内循環バス「ひまわり号」（1994年から運行開始。2001年4月1日より予約制によるワゴン車「公共施設等無料巡回車」の運行に切替、2005年4月に廃止）

### 道路
- 県道
  - 埼玉県道32号鴻巣羽生線
  - 埼玉県道77号行田蓮田線
  - 埼玉県道148号騎西吹上線
  - 埼玉県道313号北根菖蒲線

## 名所・旧跡・観光スポット・祭事・催事
- 川里町農業研修センター（現：鴻巣市川里農業研修センター）
- 川里中央公園
- 屈巣真福寺
- 広田のささら祭り
- 久伊豆神社 - 屈巣
- 久伊豆神社 - 北根
- 屈巣観音堂
- 赤城神社
- 鷺栖神社

## 出身有名人
- 岡田宜法 - 駒澤大学総長
- 桐敷拓馬 - プロ野球選手

## 合併関係
- 鴻巣市・川里町・吹上町合併協議会